# 酗酒厭食症
酗酒厭食症（Drunkorexia），又稱為豪飲厭食症。是一種結合了強迫性節食甚至禁食，卻同時酗酒的疾病。這是一種極端的體重控制方式，患有酗酒厭食症者通常在大量飲用含酒精的飲料後，為了彌補攝取過多熱量的罪惡感，而禁止自己食用含熱量的食物。根據統計，酗酒厭食症常見於年輕女性，她們多半想要減肥或控制體重，但因為工作、課業、家庭以及日常生活等各方面所帶來的壓力，而無法建立健康的飲食習慣。也有研究指出，部分青少女是受到公眾人物的影響。例如，某些影劇明星就曾公開他們也持有大量飲酒卻不進食的飲食習慣，而許多年輕女孩因此把酗酒厭食行為當作一種流行時尚來效法。

## 外部連結
- 嗜杯中物英女患酗酒厭食症 （页面存档备份，存于）
- 基因惹禍？研究：酗酒易患暴食症 （页面存档备份，存于）